# مقانك (أبرشيوة)
مقانك (بالفارسية: مقانک) هي قرية و مستوطنة تقع في إيران في قسم أبرشيوة الريفي. يقدر عدد سكانها بـ 104 نسمة بحسب إحصاء 2016.